# Хмельовський Орест Михайлович
О́рест Миха́йлович Хмельо́вський (нар. 12 листопада 1948, м. Устрики-Долішні, Польща — 6 березня 2023, с. Локачі, Володимирський р-н., Волинська область, Україна) — художник, філософ, семіотик, дизайнер, письменник, педагог, географ.

## Життєпис
Народився в м. Устрики-Долішні, що в Надсянні. У 1966 р. закінчив середню школу № 1 в м. Жидачеві Львівської обл. В 1971 р. закінчив Львівський національний університет імені Івана Франка. 1971-1974 — інженер у ґрунтознавчій експедиції Львівського університету. Далі — на посаді завідувача лабораторіями кафедри педагогіки і психології. Був одним із організаторів та керівників творчого об'єднання самодіяльних художників і народних майстрів Львівщини «Джерело». В 1993 р. закладає базу спеціальності «дизайн» у Луцькому національному технічному університеті, де згодом обіймає посаду завідувача кафедрою дизайну. Є одним із зачинателів дизайн-освіти на Волині та в Україні, автором теорії дизайну, автором-розробником навчальних посібників, планів і програм спеціальності «Дизайн», одним із засновників кафедри дизайну та експертом Міністерства освіти і науки із дизайн-освіти України.

## Наукова діяльність
Автор теорії дизайну і вчення знаковості, викладених у п'яти книгах «Теорія образотворення» та в низці статей у загальноукраїнських наукових журналах і в мережі Інтернет (http://www.ukrcenter.com). Опублікував більше півсотні статей із питань теорії і практики дизайну та чотири десятки науково-методичних посібників і матеріалів із питань викладання дизайну в Луцькому національному технічному університеті. Узагальнив філософські та дизайнерські питання програмування і проектування українського світогляду та українського стилю середовища проживання. Сформував засади сакральної геометрії в контексті наук семіології та семіотики й інтегрального дизайну.

## Основні праці

### Монографії
- «Теорія образотворення» (Луцьк: ЛДТУ, 2000);
- «Теорія образотворення»: Кн. ІІ: Образологіка системи бог і БОГ; Кн. ІІІ: Категорія образу (Луцьк: ЛДТУ, 2002);
- «Теорія образотворення»: Кн. IV-1: Тризуб. Таємне вчення українців (Луцьк, Терен, 2004);
- «Теорія образотворення»: Кн.V. Композиція (Луцьк, Терен, 2005);
- «Теорія образотворення»: Кн.IV-2: Буквар Закону: основи семіології (Луцьк, Терен, 2006).

### Статті
- Модель формування світогляду дизайнерів (2000);
- Образологіка — новітня методологія дизайн-проектування (2001);
- Проблема національної форми в дизайні (2003);
- Образологіка форми (2004);
- Фундаментальна даність композиції — основа теорії дизайнування (2005);
- Проектування ідей теорії українського дизайну (2006);
- Філософія дизайну: семіологічна концепція простору-часу (2007);
- Теоретичні засади дизайн-програмування систем життя (2008);
- Семиологический базис азбучной письменности (2008);
- Волинський Берег і Берегиня (2013);
- Знаковість — головна проблема науки культури (2013);
- Семіотика Шевченкового розп'яття (2014);
- Семіотична природа діалектики і трилектики (2014).

### Навчальні посібники
- Словник: образотворче мистецтво та дизайн (1999);
- Вступ у дизайн: основи проектування систем життя (2002, 2004);
- Графіка й основи графічного мистецтва (у співавторстві з С. Костукевич, 2003);
- Графічний дизайн (2008);
- Основи графіки. Практичний курс (2008);
- Основи методики образотворення (електронний підручник, 2008);
- Пакет документів для акредитації спеціальності «Дизайн» у Луцькому державному технічному університеті (2004—2008);
- Вступ до проектування України РАС: засади інтегрального дизайну (http://www.ukrcenter.com);

### Навчальні відеофільми на You Tube від ОнРА Матріон
- Матрікон, ч.1-2 (2016);
- Покон Матрі — герб України РАС (2016);
- Сакральний скелет людини (2016);
- Матріконна людина (2017);
- Сакральна робота душі і Духу (2017);
- Букви-Боги Он глаголить (2017);
- Українська голова Розп'ятора. Ч. І-ІІ (2017);
- Конкодер — матріконний генератор свідомості (2017);
- Віра — крила душі (2017).

## Художня творчість
Персональні виставки творів малярства і графіки (загалом створив біля трьохсот робіт, 1979—2017).
Художньо-графічні роботи
- Валентина Штинько. Тінь сльози. Поезії (1992);
- Золота скриня. Народні легенди й перекази з Північної Волині й Західного Полісся (1996);
- Альманах Волинської організації Спілки письменників України «Світязь» (1996);
- Василь Слапчук. Укол годинниковою стрілкою (1998);
- Камені спотикання, або філософія проектування (1998);
- Валентина Штинько. Терновая хустка (1999);
- Валентина Штинько. Тернослов (2008);
- Валентина Штинько. Наречена гетьманича (2008).

## Літературно-художня творчість
Інтернет–публікації (http://www.ukrcenter.com) 
- Автобіографічна казка про Україну (2012);
- Божі ігри у небі ПРАВИ (2012);
- ГОРА НА кам'янищі України (2011);
- Заповіт ВІРИ (2011);
- Квіти понад Лугою Любові (2012);
- Коли ВІН солив Небо України (2012);
- Коли ВОНА прихилила Полотно Неба України (2012);
- Між Правдою Слова і свистом Куль (2013);
- Поезія штриха (2013);
- Покон Святого Розуміння (2018);
- Смертельний кейф (2017);
- Сонячна Дорога (2012).